# Макаров, Николай Николаевич
Николай Николаевич Макаров (род. 5 декабря 1949) — генеральный директор Ульяновского конструкторского бюро приборостроения (УКБП) (с 1997 по 2016), главный конструктор интегрированных комплексов бортового оборудования вертолётов ОАО «Концерн „Авиаприборостроение“» (с 2010), доктор технических наук (2009). Заслуженный конструктор РФ (1999).

## Биография
Окончил Казанский авиационный институт в 1974 году.
С 1974 — в УКБП: инженер-конструктор, начальник конструкторского отдела, заместитель главного конструктора, генеральный директор. При его непосредственном участии и под его руководством разработаны и внедрены в эксплуатацию системы электронной индикации и сигнализации, системы управления общесамолётным и общевертолётным оборудованием и другие системы обеспечения безопасности функционирования бортовых эргатических комплексов самолётов и вертолётов, а также системы автоматического управления для гидроэнергетики.
С 1997 — заведующий филиалом кафедры «Авиационные приборы и измерительно-вычислительные комплексы» УлГТУ, профессор КАИ и УлГТУ.
6 февраля распоряжением Правительства РФ N 146-р «О присуждении премий Правительства Российской Федерации 2011 года в области науки и техники» Николаю Макарову была присуждена премия в области науки и техники и присвоено звание «Лауреат премии Правительства Российской Федерации в области науки и техники».
По состоянию на 31 марта 2012 года входил в состав совета директоров Московского института электромеханики и автоматики.

## Звания и награды
- Премия Правительства Российской Федерации в области науки и техники (2011)
- Почётный авиастроитель